# Калаз
Калаз (мађ. Budakalász) је град у непосредној близини Будимпеште, у оквиру Пештанске жупаније, у републици Мађарској. По подацима из 2010. године Калаз је имао 10.427 становника.
Калаз је познат по присутности српске мањине, некада бројније, а данас и даље присутне. У насељу постоји Српска православна црква. Школа не постоји, већ српска деца похађају основну школу и гимназију на српском језику у оближњој Будимпешти. Такође, месни Срби и даље чувају свој језик и обичаје.

## Природне одлике
Насеље Калаз налази уз Дунав, на 15-ак километара северно Будимпеште испод горја Пилиш. То је данас прво предграђе Будимепште северно од Будимског дела града и ширењем је спојено са градом на југу и са Сентандрејом на северу. Површина хатара насеља је 15,11 km².

## Историја
Први мађарски краљеви су ту населили један део племена Кализа, отуда име Кализ, па Калоз, а данас Будакалас. За време турских ратова, средином 16. века село је опустошило. У турским дефтерима се спомиње као Кализ-пустара. Средином 17. века један мађарски феудалац, пореклом Бугарин, Борнемиса Болгар Пал, купи ту већи посед, па тако и Кализ-пустару, и Помаз-пустару, и настани те пустаре са Србима са својих старијих северо-бачких поседа (Радонић, Преконић, Малтеовић, Тотхаза).
Новодошли Срби оправе стару католичку цркву и у њој врши богослужење калуђер који је са њима дошао, а после његове смрти, село опслужују калуђери и свештеници из Будима.
Садашња православна црква је сазидана 1752. године, делом из материјала порушене старе. Док се зидала нова црква богослужење се обављало у једној брвнари, на чијем месту данас леп крст стоји.

## Становништво
По процени из 2017. у граду је живело 10.834 становника.
| 1990. | 2001. | 2011.  | 2017.  |
| ----- | ----- | ------ | ------ |
| 7.928 | 9.476 | 10.619 | 10.834 |

## Срби у Калазу
Срби су се предвођени патријархом Чарнојевићем, у Калазу населили 1690. године. Сматра се да су дошли из Херцеговине, на основу карактеристика њиховог говора. Направили су своју цркву православну на јужном крају села. После су се доселили и Немци, који су ту спрам српске цркве своју малу католичку богомољу подигли. Старо оковано јеванђеље у месној цркви оковано је 1711. године. Калаз је као општина издвајао 1745. године 10 ф. за издржавање српске школе.
Још из 1704. године наилазимо на каласке Србе у једном документу. Потписали су се биров Обрад и Ђука, са осталим кметовима налазећим у Калазу. Потписали су се 1748. године на једном документу захтеву састављеном у Табану будимском, Срби из Калаза - биров са ешкутима. Током 18. века тридесет година је ту службовао као парох, поп Аврам Вукајловић, који је сахрањен после смрти 1768. године, у порти.
Године 1826. у Калазу службује као парох, поп Андреј Белградски.
По државном шематизму православног клира у Угарској, из 1846. године, православно парохијско звање је основано и црквене матрикуле се воде од 1752. године. У православној парохији у Калазу је тада 684 православних душа. Претходна црква је била из времена насељавања, омања и од камена. По другом извору била је ниска брвнара. Српска православна црква је посвећена Св. арханђелу Гаврилу подигнута у готском стилу 1752. године, а парох је поп Симеон Недић. Храм је дограђиван током 1787. године, када је монтиран иконостас, рад непознатог иконописца, по маниру Теодора Крачуна.
У Калазу је 1847. године било 684 Срба, а две деценије потом 1867. године било је мање - 611 Срба житеља.
Године 1846. Срби у Калазу су се окупили у претплатничком пункту ради набавке једне књиге са страним насловом. Били су то мештани: поп Симеон Недић парох, Симеон Степанац ђакон и учитељ, Димитрије Павловић трговац и школски директор, Васа Петровић, Вартоломеј Петровић, Георгиј Михајловић, Андреј Мирковић, Гаврил Миливојин, Андреј Стојановић, чизмарски калфа Патар Николић, Никола Гаврилов земљеделац, те ученици, Никола Радовановић и Георгије Петровић. Претплатник омладинског листа "Млада Србадија" био је 1870. године у Калазу Коста Николић.
У месту је 1846. године српска народна школа са 40 ђака, а њихов учитељ Симеон Степанац је осим тога ђакон и школски директор. Млади учитељ Симеон Степанац, родом Мокринац, био је потоњи свештеник у другим местима. Године 1847. претплатник једне књиге, поред учитеља ђакона Степанца је и поп Симеон Недић парох. Расписан је 1855. године стечај за упражњено место српског учитеља у Калазу, са припадајућом годишњом платом од 180 ф. У Калазу је 1866. године био потребан српски учитељ, плата је нуђена од 268 ф. Општина Калаз је 1867. године приложила за православни Школски фонд, врло велики износ од 226 ф. за пензије учитеља. Месни учитељ 1868. године Марко Римски морао је полагати учитељски испит на препарандији у Сомбору. Тражио се 1882. године учитељ за српску школу у Калазу, са основном платом од 412 ф. Расписан је 1884. године стечај за упражњено место српског учитеља у Калазу, са припадајућом годишњом платом од 404 ф. и њивом, огревом и станом. Изабран је учитељ Павле Станичков, којем је 1885. године дат декрет о сталном намештењу. На трећи да Ускрса 1885. године држан је у школи у Калазу, у 9,30 сати школски испит. Присуствовали су чланови Школског одбора и Општинског старешинства, на челу са парохом. Испитом је председавао Стева Поповић Вацки, епархијски школски надзорник. Године 1895. умро је у Српском Ковину парох Тимотије Михалџић који је био рођен у Калазу 1824. године. Био је неколико година пред Мађарску буну 1848—1849. године, српски народни учитељ у родном месту Калазу, а касније је рукоположен за свештеника и постављен за администратора парохије у месту Бати. За привременог учитеља у Калазу постављен је 1886. године Светозар Мацедоњанин. Константин Пешић учитељ у Калазу положио је 1888. године испит из мађарског језика у Сомбору. Поп Јован Бољарић је извесно време службовао у парохији Калазу.
У њему је 1896. године освештана нова српска вероисповедна школа. Школско здање је подигао и опремио потребним намештајем и училима Еуген Думча градоначелник Сентандреје са својом супругом Петронелом. Градња је трајала годину дана, да би зграда била освештана на великој свечаности о црквеној слави калазској 13. јула 1896. године. Корнел Чупић администратор протопрезвирата будимског је одређен да освешта школску зграду, и крст постављен на сред села. Из храма је кренула литија до мермерног спомен-крста, где је освештана водица. Школа је подигнута у средини порте, према јужним вратима, и око ње ће се направити перивој. Све је урађено лепо и по прописима, а изграђена је веранда изнад улазних врата, где је постављена спомен-плоча са именима великих добротвора, исписаним златним словима.
Парох у Калазу био је 1896. године поп Коста Николић (ту и 1879), а учитељ нови Сава Белић (ту до 1911). Поп Николић је 1891. године примио из јерархијског фонда 150 ф. припомоћи. Епископ будимски Јеремија Мађаревић је имао у Калазу свој "летњиковац", где је провео неколико месеци лета 1896. године док је боловао. Учитељ Белић је као мало који учитељ имао трагични крај. Био је рођен у Калазу, где је радио као српски учитељ последњих 17 година каријере. Тај учитељ је кажу био благе природе, тих и смирен, услужан човек, који је стекао љубав и поштовање целог села. Дана 1. септембра 1911. године ступио је у пензију, и наставио да живи у родном месту. Међутим, већ 4. октобра те године био је убијен ножем, од стране паора Паје Петровића. Радило се о безумној освети, јер је тог Петровића 15 година раније "ћушио" (ударио) брат учитеља Саве. Јадни Петровић у пијаном стању се "осветио" - не починиоцу, већ невином учитељу. Током сахране одржао је посмртни говор и један колега учитељ, са речима: "Мученик си, јер си био учитељ". У Калазу се 1912. године, због повећања броја школске деце, градила нова српска школа.
По српском извору из 1905. године види се да је Калаз велика општина. Калаз је место на друму и жељезници између Будимпеште и Сентандреје. У њему живи 2245 житеља, од којих је 530 православних Срба. Домова укупно има 310, од којих је 89 српских. Црквена општина је организована и уредна, има парохијски дом, порта је уређена као српско православно гробље. Храм је тада био у лошем стању, споља и изнутра, а парох поп Исидор Бошњак родом из Грабовца, који служи ту тек годину дана је председник црквене општине. Српска вероисповедна школа ради, учитељ је Сава Белић родом из Будакалаза. Редовну наставу похађа 65 ђака, а недељну школу њих 16. Мада је црквено-општински посед 39 кј, нема никаквих заклада и парохија је сиромашка, најниже шесте платежне класе. Године 1911. парох у Калазу је протојереј Георгије Голуб.
До 19. века Калаз је био претежно српско насеље. После Првог светског рата део српског становништва се иселио у српске делове новообразване Краљевине Срба, Хрвата и Словенаца. После Другог светског рата ширењем урбане агломерације Будимпеште, Калаз се почео нагло ширити и од села је прерастао у велико градско предграђе.
Почетком 21. века у Калазу постоји српска православна црква посвећена Св. арханђелу Гаврилу. Објекат се налази у центру места и припада стилски касном бароку. Црквени торањ је дограђен 1787. године, а иконостас представља иконописачки манир Теодора Крачуна. У храмовној порти се налазе три стара камена споменика из 1768. године. Два припадају свештеничкој породици Вукајловић. Српско православно гробље се налази у центру места на узвишици, поред пута за Помаз. Има два дела; у старијем делу су споменици од 18. века (80), а у новијем делу - од краја 19. века. Укупно их је пописано 401, и сви епитафи су на црквено-словенском и српском. Старији део је запуштенији мада под заштитом мађарске државе, ограђено је цело гробље, и ту је најстарији споменик из 1737. године.